# Ebnath
Ebnath è un comune tedesco di 1 400 abitanti, situato nel land della Baviera.